# Église Notre-Dame-de-l'Annonciation de Lyon
Pour les articles homonymes, voir Église Notre-Dame-de-l'Annonciation.
L'église Notre-Dame-de-l'Annonciation est une église affectée au culte catholique située place de Paris, face à la gare de Vaise, dans le 9e arrondissement de Lyon, dont elle est un « vrai signal visuel ».

## Histoire
Construite de 1953 à 1957 par l'architecte Paul Erasme Koch, elle remplace un édifice néogothique détruit au cours du bombardement de la gare de Vaise, le 26 mai 1944, pendant de la Seconde Guerre mondiale.
La première église, construite par M. Bourbon a été inaugurée en 1896.

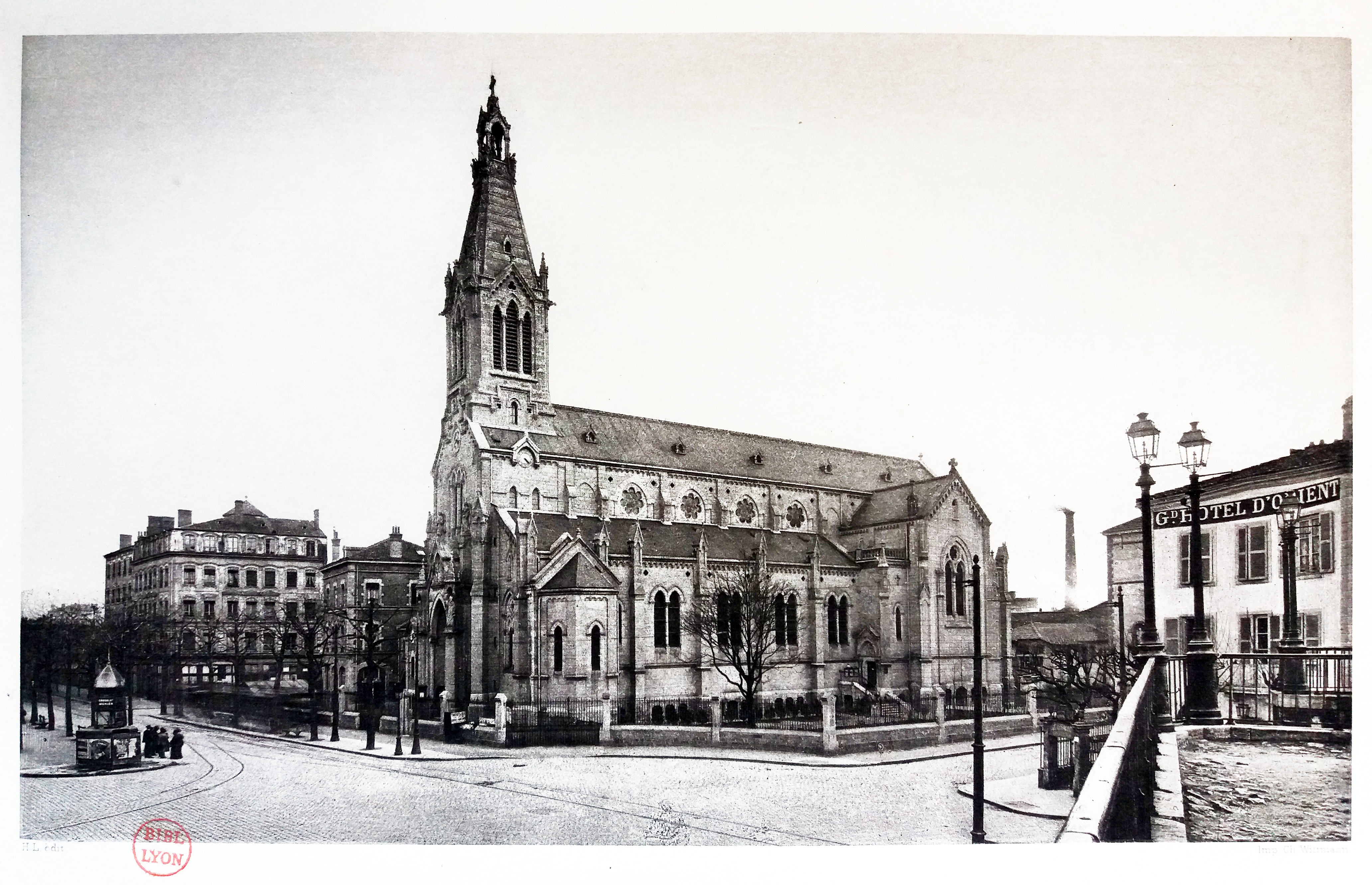
Ancienne église.
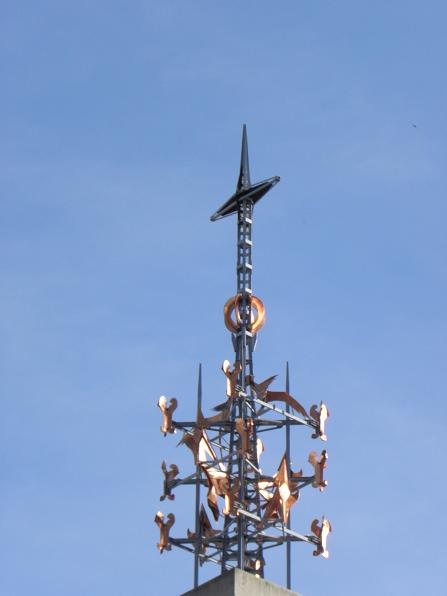
Ronde des anges du campanile par Jacques Bouget.
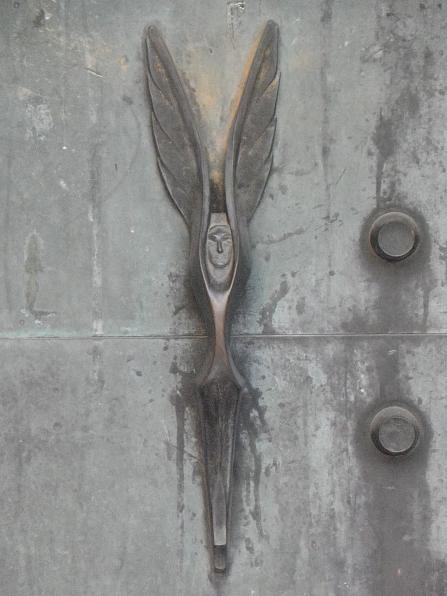
Porte de bronze de l'église par Jacques Bouget (détail).

## Architecture
Porté par une crypte faisant office d'étage de soubassement, l'édifice affecte un plan basilical : dépourvue de transept, la nef, accostée de deux collatéraux, couverte d'une voûte surbaissée, présente un chevet plat. L'édifice est doté d'un campanile en béton, élancé, haut de 62 mètres, recouvert d'un plaquage de pierres dorées du pays lyonnais. Il est surmonté d'une structure en fer forgé de teinte bleu clair flanquée de 18 anges dorés, fabriquée par Jacques Bouget suivant le projet d'Étienne Martin et de François Stahly (la ronde des anges). Une croix de 11 mètres de haut couronne le tout. L'entrée principale de l'édifice est décentrée, située sur le flanc nord de l'édifice. L'éclairage est assuré par des baies verticales ouvertes dans les nefs latérales, la nef centrale restant aveugle à l'exclusion d'un oculus percé dans le mur pignon ouest.

## Symbolique
L'église est consacrée à l'Annonciation, scène figurant dans le Nouveau Testament : il s'agit de l'annonce faite à Marie par Gabriel de sa maternité divine. Les anges du clocher sont l'écho de ce vocable de l'église tout comme les poignées de la porte principale de l'édifice, en bronze, réalisée également par Jacques Bouget.

## Œuvres d'art
- Crucifix du maître-autel en cuivre et laiton par Philippe Kaeppelin.
- Mosaïques de Jean Bertholle (chapelle de semaine et crypte).
- Vitraux de Maurice Rocher, réalisés par l'atelier Jean Barillet, dans le fond de l'église et de Jacques Michel dans le baptistère.

## Accessibilité
Gare de Vaise (station de métro ligne D, gare SNCF et gare routière) et arrêt de bus place de Paris.